# Paul Ziegler (Architekt, 1874)
Paul Ziegler (* 29. November 1874 in Heidenheim an der Brenz; † 23. April 1956 in Flensburg) war ein deutscher Architekt und Baubeamter, der als Magistratsbaurat in Flensburg zahlreiche Bauten verwirklichen konnte. Ziegler baute im Stil der Heimatschutzarchitektur.

## Leben
Paul Ziegler wurde 1874 als Sohn des Oberamtsbaumeisters Jacob Christian Ziegler (1840–1902) und seiner Frau Wilhelmine Ziegler, geb. Heller (1844–1920), in Heidenheim an der Brenz geboren. Durch die baumeisterlichen Tätigkeiten seines Vaters, der ihn oft auf Baustellen mitnahm, verschrieb er sich früh dem Bauwesen. Nach Abschluss der mittleren Reife in Heidenheim (1889) und Abitur in Stuttgart (1891), leistete er seinen Militärdienst als Einjährig-Freiwilliger bei der Fußartillerie in der Reichsfestung Ulm. Von 1892 bis 1898 studierte er Architektur an der Technischen Hochschule Stuttgart. Ab 1899 arbeitete er in dem renommierten Architekturbüro von Ludwig Eisenlohr und Carl Weigle in Stuttgart. 1902 führte er seine erste private Planung der Villa Bühler in Heidenheim aus. In den Jahren 1902 bis 1904 sammelte er Erfahrungen in weiteren Architekturbüros in Düsseldorf und Berlin. Als Mitarbeiter des Marinebauamts Kiel unter der Leitung von Garnisons-Bauinspektor Adalbert Kelm wirkte er an der Entwurfsplanung der Marineschule Mürwik (1904/1905) mit.
Am 6. November 1905 wurde er als Stadtbauinspektor bei der Stadt Flensburg angestellt und heiratete 1908 Gertrud Bauer, die Tochter des Werftdirektors Jacob Bauer. Mit der Pensionierung des Stadtbaurates Otto Fielitz übernahm er die Leitung der Baupolizeiabteilung und des Hochbauamtes. 1912 war er maßgeblich beteiligt an der Durchführung der Flensburger Bauausstellung.
Nach der Machtergreifung Adolf Hitlers 1933 versuchte der nationalsozialistische Flensburger Oberbürgermeister Wilhelm Sievers, Paul Ziegler aufgrund einer angeblichen Unstimmigkeit zwischen der norddeutschen Baukultur und seiner schwäbischen Herkunft aus dem Amt zu drängen. Die örtliche Handwerkerschaft bewahrte ihn jedoch davor und stand hinter ihm. Tatsächlich glaubten Sievers und andere, Ziegler würde aufgrund seiner Gesinnung nicht zur nationalsozialistischen Ausrichtung seiner Arbeit stehen. Dennoch reduzierten sich seine Ämter von den Jahren 1934 bis zu seiner Pensionierung im Jahre 1939 enorm, so dass er am Ende seiner Laufbahn nur noch für das Baupolizeiamt, das Siedlungswesen und die Gebäudeerhaltung zuständig war. 1956 starb Paul Ziegler im Alter von 81 Jahren in Flensburg. Nach ihm wurde 1997 die Paul-Ziegler-Straße in Flensburg benannt.

## Werk
Sein besonderes Wirken begann erst in der Stadt Flensburg, wo er u. a. Hafengebäude, Schulen und Wohnviertel errichtete. In Apenrade baute er 1926 eine Deutsche Schule und auf Amrum ein „Flensburg Hus“ für das dortige Kinderheim um. Er war ab 1920 vom Baustil der Neuen Sachlichkeit beeinflusst, wie sich in vielen wichtigen Bauten zeigt. Zu seinen bekanntesten Bauten gehört das Deutsche Haus. Bei vielen seiner Projekte arbeitete er mit dem Stadtarchitekten Theodor Rieve zusammen.

### Bauten und Entwürfe in Flensburg

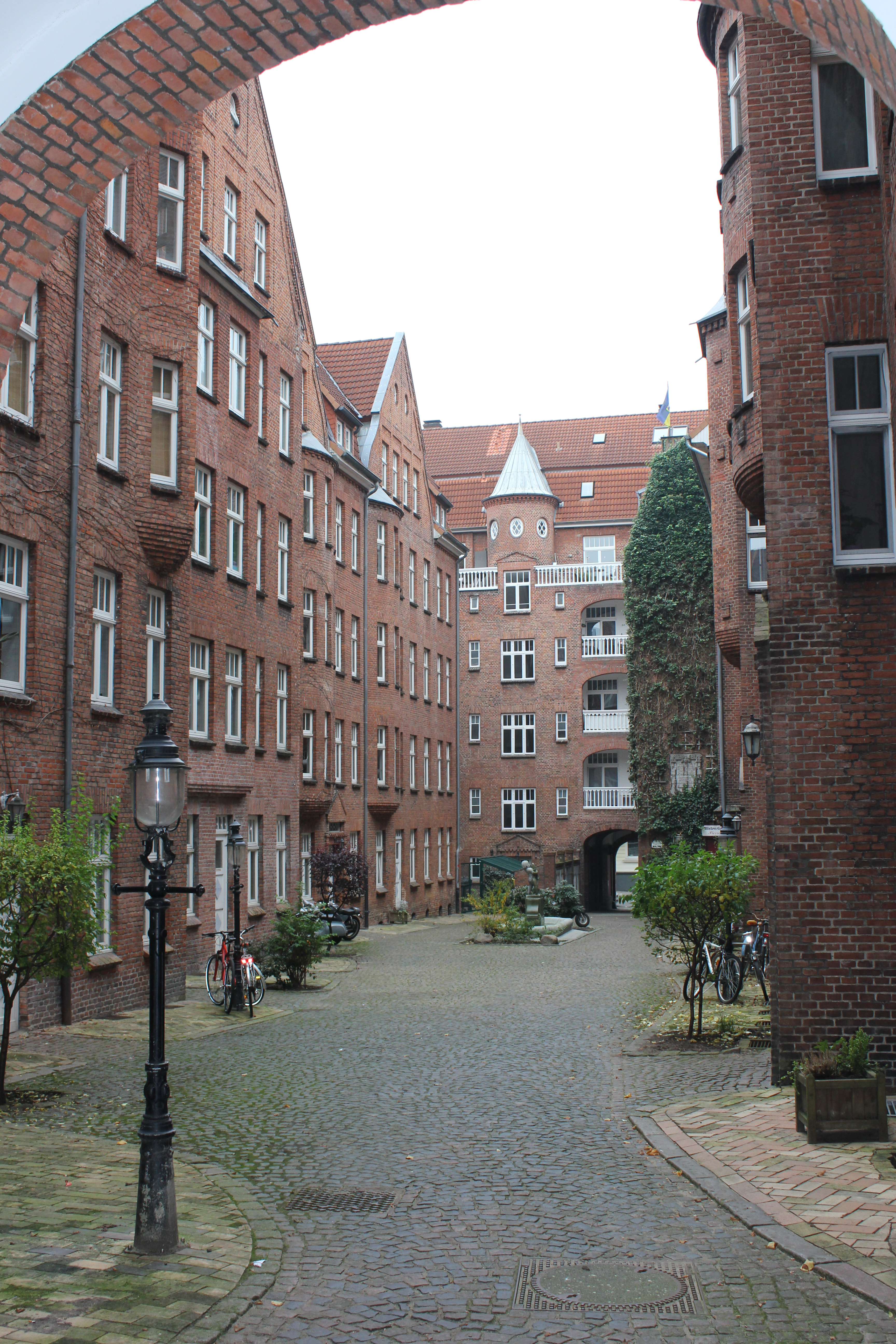
Der Burghof mit seinem fast mittelalterlichen Charakter

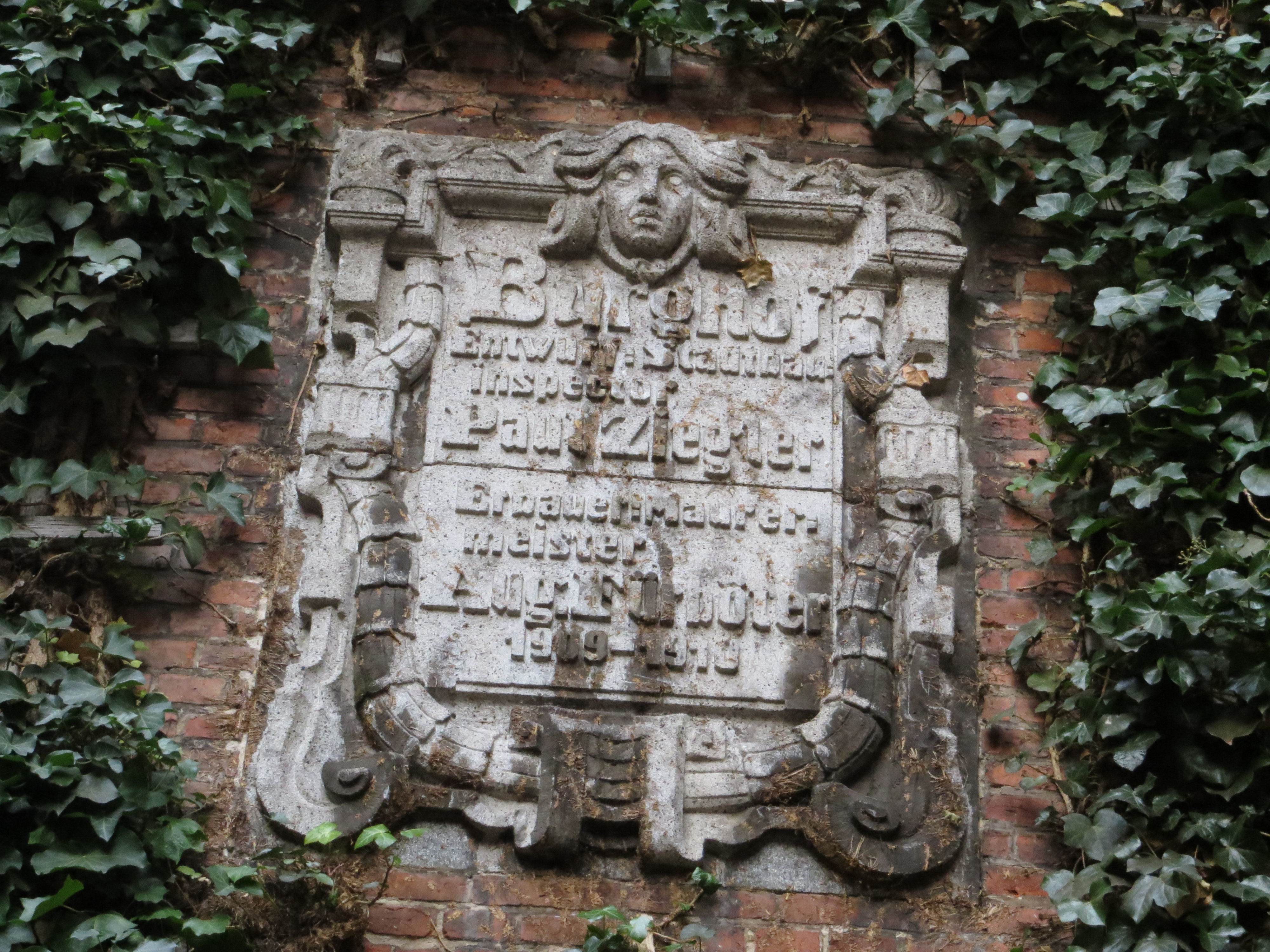
Tafel mit Erwähnung Paul Zieglers im Burghof

- 1906: Fassade des Wohn- und Geschäftshauses Holm 14
- 1909: Wohn und Geschäftshaus Norderstraße 151/153
- 1909–1910: Wohnbebauung des Burghofes; Bau mit historisierender Wirkung
- 1910: Kapelle auf dem Friedhof am Friedenshügel
- 1910–1912: Auguste-Viktoria-Schule
- 1912–1913: Ehemalige Seminar-Übungsschule am Kanonenberg (später Knaben-Mittelschule, Hebbelschule, heute Auguste-Viktoria-Schule, Haus B)
- 1912–1913: Zeichensaalgebäude der Schule Ramsharde
- 1912–1913: Eichamt Flensburg im Johannisviertel
- 1912–1913: Turnhalle der Hohlwegschule
- 1913: Umformerstation mit Bedürfnisanstalt Nordergraben
- 1914: Sanierung des Nordertors
- 1914–1916: Petri-Schule
- 1914–1919: erster Bauabschnitt und 1927 zweiter Bauabschnitt der Goethe-Schule
- 1920–1921: Mehrfamilienhäuser Harrisleer Straße
- 1921: Städtisches Verwaltungsgebäude mit Pumpstation am Nordertor (Erweiterungsbau 1923/24)
- 1921: Pumpstation Ballastbrücke
- 1921–1922: Haushaltsschule, Dr.-Todsen-Straße[5]
- 1921–1922: Wohnungen Apenrader Straße 106–122, dem Beginn des Wohnquartiers Tempelhof (siehe dort)
- 1922–1923: Beamtenwohnhaus des Gaswerkes Flensburg, Batteriestraße 45
- 1922–1925: Wohnhäuser Mommsenstraße 4–11 / Jürgensgaarder Straße 58
- 1923: Kaffeeschänke mit Bedürfnisanstalt Ballastkai
- 1923: Städtisches Lagerhaus am Freihafen, Harniskai 8/10
- 1923: Stadtspeicher (Freihafen-Silo), Harniskai 22
- 1924–1925: Mehrfamilienhäuser Adelbykamp / Glücksburger Straße
- 1924: Umbau des Hofes Solitüde des Barons Schack von Brockendorf zu Petersholm und Thomasgaard zur heutigen Wirtschaft Solitüde
- 1925: Umbau Kinderheim Jürgensgaarder Straße
- 1925: Beamtenwohnhaus des Kraftwerkes, Ostseebadweg 53/55
- 1925: Mehrfamilienhäuser Mommsenstraße / Glücksburger Straße
- 1926–1927, 1929: Seegrenzschlachthof, Brauereiweg 16
- 1928: Wohn- und Geschäftshaus, Südermarkt 7
- 1928–1929: Gebäude Schloss-Duburg-Schule am Schloßwall für die Städtische Handelslehranstalt
- 1928–1930: Deutsches Haus und NDR-Studio Flensburg
- 1929–1930: Ostseeschule Flensburg
- 1932–1934: Stadtrandsiedlungen Twedter Feld, Ochsenweg, Friedensweg
- 1936–1937: Volkswohnungen Schwarzer Weg, 1. Bauabschnitt
- 1937–1938: Volkswohnungen Schwarzer Weg, 2. Bauabschnitt
- 1938: Marktwache auf der Exe; Architekt war Theodor Rieve, Zieglers Beteiligung wird vermutet.[6]

## Schriften
- Die städtebauliche und architektonische Entwicklung der Stadt Flensburg. In: Schleswig-Holsteinisches Jahrbuch, Bd. 17 (1927), S. 180–187.